# Libre circulación de personas, inmigración y asilo en la Unión Europea
La libre circulación de personas, la inmigración y el asilo forman parte de los aspectos principales del espacio de libertad, seguridad y justicia de la Unión Europea.
La libertad de circulación es un derecho fundamental que asiste a los ciudadanos de la UE en virtud de los Tratados constitutivos. Se expresa por medio del espacio de libertad, seguridad y justicia exento de fronteras desde el punto al interior de la Unión. La supresión de las fronteras internas conlleva un refuerzo en la gestión de las fronteras exteriores de la Unión (con Frontex por ejemplo), así como la regularización de la entrada y la residencia de personas procedentes de países extracomunitarios por medio de medidas como la política común de asilo e inmigración, Así, el Pacto Europeo sobre Inmigración y Asilo constituye la base de las políticas de inmigración y asilo comunes para la Unión y sus Estados miembros.
Irlanda tiene cláusulas de exclusión a las políticas europeas en materia de asilo, visas e inmigración. El Tratado de Lisboa les otorga derecho de excepción en lo referente a justicia y asuntos internos.
Por otra parte, un informe preparado en 2006 por el Comité Económico y Social Europeo y por la Comisión Europea dice que, como los ciudadanos de la UE tienen menos hijos y viven más tiempo, la población de la UE en edad laboral disminuiría en 16% entre 2004 y 2050. Lo que significa que la UE tendrá solo dos personas en edad laboral por cada persona mayor en lugar de las cuatro de ahora. El estudio dijo que el mayor gasto previsto ponía en duda el sostenimiento de los sistemas de pensiones. La inmigración ayudaría solo en forma parcial a resolver estos problemas, decía el reporte.
La crisis inmigratoria en Europa se agudizó en 2015, por el incremento del flujo de refugiados, solicitantes de asilo, emigrantes económicos y otros migrantes, que en conjunto comparten las vías de desplazamiento irregular hacia países europeos. Se trata de la mayor crisis migratoria y humanitaria en Europa, después de la Segunda Guerra Mundial.
Para hacer frente  a la situación, personalidades como el político José Manuel García-Margallo han considerado como imperativo llevar a cabo una refundación de la Unión Europea.
Al menos 27.000 migrantes murieron en el Mediterráneo entre 2014 y 2022.

## Libre circulación de personas
Antes de la puesta en marcha del proceso iniciado por los padres fundadores de la Unión Europea en los años 1950, existía ya una considerable circulación de personas entre los Estados que actualmente conforman la Unión Europea. En el caso de Francia, a comienzos de los años 1930 los inmigrantes italianos superaban la cifra de 1 millón. Sin embargo a partir del censo de 1968 los italianos perdieron el primer lugar como extranjeros más numerosos en dicho país siendo desbancados por los españoles y después los portugueses. En ese año se contaron 581 000 italianos y en el censo de 1999 la cifra había descendido a 201 670.  A partir de 1974, se suspendió la política de inmigración, salvo en los casos de reagrupación familiar y derecho de asilo.
Tras el final de la Segunda Guerra Mundial, la necesidad de mano de obra hizo que varios gobiernos europeos implementaran medidas que abrieron paulatinamente sus sistemas para acoger a trabajadores provenientes, en un principio, de otros estados europeos menos desarrollados, como Portugal y España o con sobrepoblación, caso de Italia, que se dirigían principalmente a Alemania (Gastarbeiter) y Francia.
En este contexto, la libre circulación de personas es un concepto que emana del Acuerdo de Schengen en 1985 y del Convenio de Schengen de 1990, que significó el comienzo de la supresión de los controles fronterizos entre los Estados participantes. La cooperación Schengen, como parte del marco institucional de la UE, se ha expandido hasta incluir a la mayoría de los Estados miembros y avarios países extracomunitarios. Así, por ejemplo, la libre circulación de todos trabajadores comunitarios en el conjunto de la UE es efectiva desde 2011.
Por su parte la sociedad Irlandesa estuvo caracterizada por la emigración económica hasta los años 1980. El crecimiento económico de los años 1990 supuso la casi desaparición del desempleo. Desde 1996 Irlanda presenta un saldo migratorio positivo gracias a la entrada de extranjeros (principalmente polacos y bálticos) y el regreso de emigrantes irlandeses. La Oficina de estadísticas irlandesa estima que la proporción de extranjeros en la población total aumento de 5,8% en 2002 a 9,5% en 2006.
En Polonia a diferencia de los otros grandes estados de la UE no se presenta un debate considerable sobre la inmigración. La causa principal de este fenómeno es que Polonia es esencialmente un país de emigración. La elevada tasa de desempleo impulsa a los jóvenes a emigrar. El destino más habitual dentro de la UE es Alemania seguida por Irlanda. Por ello el debate polaco se centra en el problema de la «fuga de jóvenes» que provoca un saldo migratorio negativo. La presencia de inmigrantes continúa siendo limitada y el grupo más importante entre ellos proviene de Alemania.
La migración de científicos, intelectuales, artistas, técnicos, deportistas, etc., constituye un perjuicio para los países menos desarrollados, aun si estos son miembros de la UE.

## Inmigración

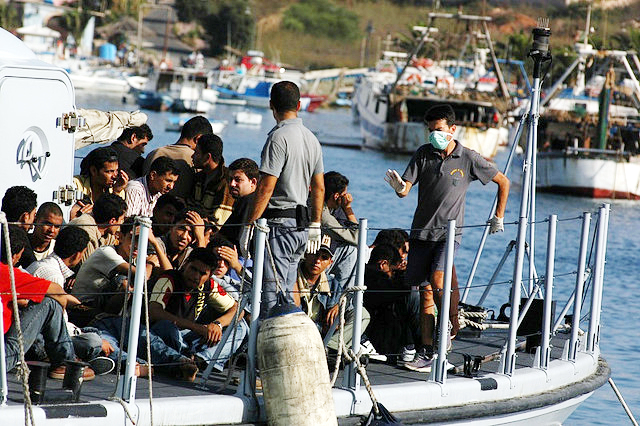
Centro de Recepción de Inmigrantes de Lampedusa. Esta isla vivió el naufragio de migrantes en el Mar Mediterráneo de 2013.

El origen de los inmigrantes en la UE ha variado de una década a otra, así en las décadas de 1950 y 1960, comenzó la inmigración de africanos y turcos, después la de asiáticos, principalmente chinos y más recientemente de latinoamericanos, especialmente ecuatorianos, que llegan masivamente a la UE y en particular a España que en 2007 se convirtió en el estado comunitario con la mayor tasa de inmigración, (con el 10%), seguido por Francia (9,6%) y Alemania (8,9%). La población inmigrante crece a un ritmo mayor que la población española. El grupo de inmigrantes más numeroso en España es el de los marroquíes (12,82%), seguidos de los rumanos (11,7%) y los ecuatorianos (9%).
Los líderes de la UE se fijaron en el Consejo Europeo de 1999 en Tampere (Finlandia), los principios básicos de una política común de inmingración de la UE. El enfoque adoptado en Tampere se confirmó en 2004 con la adopción del Programa de La Haya.
Varios Estados han mostrado una considerable capacidad de absorción de inmigrantes. En Italia, por ejemplo, el número de inmigrantes sobrepasó los 3 000 000 desde 2005. La mayor parte entra por Sicilia provenientes de Libia. Así, bajo el gobierno de Silvio Berlusconi, 680 000 trabajadores clandestinos fueron regularizados en 2005 y 100 000 extracomunitarios obtuvieron un permiso de residencia.
Para su lucha contra la inmigración irregular, la UE cuenta con Frontex, la agencia de protección de fronteras a la que se ha atribuido 114 millones de euros en 2015. Sin embargo, en el Mar Mediterráneo más de 20.000 inmigrantes han muerto desde 1988. Particularmente Malta, las islas italianas de Sicilia y Lampedusa, y las islas Canarias (España) son las regiones que han tenido que enfrentar el problema con mayor intensidad. En respuesta a esta situación, la UE pretende desmantelar las redes de tráfico de inmigrantes del Mediterráneo a través de una operación militar llamada EUNAVFOR MED.
Muchos inmigrantes han muerto en el intento de atravesar el Sahara para llegar al Mediterráneo, otros han muerto en el mar Adriático al partir de Albania buscando alcanzar Italia o ahogadas en ríos fronterizos. En varias ocasiones se ha dado el caso de inmigrantes que mueren por asfixia o aplastados al viajar escondidos en los barcos de carga, camiones o en el tren de aterrizaje de los aviones que viajan a la UE. Así mismo, a causa de las minas antipersona plantadas en la frontera griega con Turquía han muerto algunos de inmigrantes.
La política europea de inmigración permite que terceros países se hagan cargo de la gestión de los migrantes que buscan llegar a Europa de manera irregular. Esta subcontratación de los controles migratorios a funcionarios de estados que no se ciñen a las mismas obligaciones evita a la UE tener que responder por el incumplimiento de esos derechos protegidos por convenciones internacionales.

### Crisis migratoria

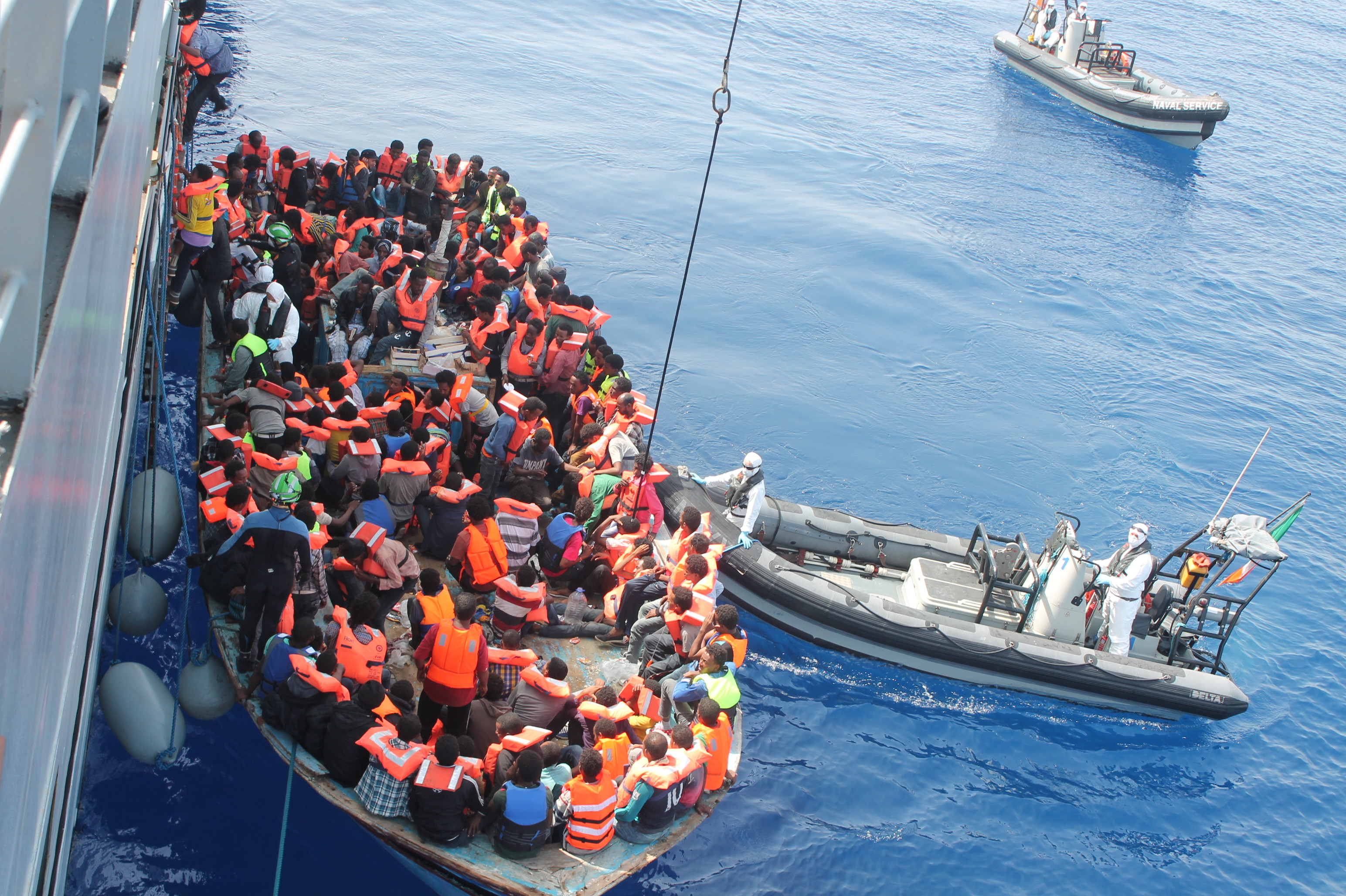
Rescate de migrantes en el Mediterráneo, durante la Operación Tritón en junio de 2015.